# (9414) Masamimurakami
(9414) Masamimurakami est un astéroïde de la ceinture principale.

## Description
(9414) Masamimurakami est un astéroïde de la ceinture principale. Il fut découvert le 25 octobre 1995 à Ōizumi par Takao Kobayashi. Il présente une orbite caractérisée par un demi-grand axe de 2,42 UA, une excentricité de 0,14 et une inclinaison de 12,2° par rapport à l'écliptique.

## Compléments